# Ch'ella mi creda libero

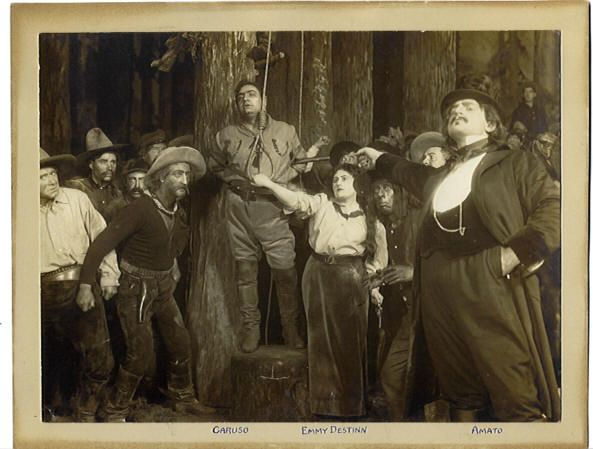
Ato 3 de Fanciulla, imediatamente após a ária "Ch'ella mi creda", com Enrico Caruso, Emmy Destinn e Pasquale Amato, da estreia de 1910.

Ch'ella mì creda libero é uma ária para tenor do terceiro ato da ópera La fanciulla del West de Giacomo Puccini.
É a ária final de Dick Johnson (o também bandido "Ramerrez") antes da sua sentença de morte. Nela ele pede ao xerife e aos seus executores que não contem à Minnie, sua amante, sobre seu destino fatídico. Ele quer que Minnie pense que ele está longe e nunca mais vai voltar.

## Libretto
| Original em italiano | Versão em português |
| --- | --- |
| Ch'ella mì creda libero e lontano sopra una nuova via di redenzione!… Aspetterà ch’io torni… E passeranno i giorni, ed io non tornerò… Minnie, della mia vita mio solo amore, Minnie, che m’hai voluto tanto bene!… Tanto bene! Ah, tu della mia vita mio solo fior! | Deixe que ela acredite que eu esteja longe e livre Em direção a uma nova estrada de redenção!… Ela vai esperar que eu volte... E os dias vão passar, e eu não vou retornar.. Minnie, a única flor da minha vida Minnie, a quem eu quis tão bem!… Tão bem! Ah, da minha vida minha única flor! |